# المعتقلون الأوزبك في غوانتانامو
في 15 مايو 2006 قالت وزارة الدفاع الامريكية أنه اعتقلت 7 معتقلين أوزبك في غوانتانامو. 

## القائمة
| رقم الاعتقال | الاسم                      | تاريخ الاعتقال | تاريخ إطلاق السراح | ملاحظات |
| ------------ | -------------------------- | -------------- | ------------------ | --- |
| 22           | شاخ روخ حميدوفا            | 2002-01-14     | 2009-09-27         | معتقل دون السن القانوني. |
| 84           | إلخام توردبيافيتش باتاييف  | 2002-02-07     | 2006-12-15         | تقول التقارير الرسمية أنه من أوزباكستان، وبعض التقارير غير الرسمية تقول أنه من كازاخستان.                                                                                    |
| 452          | أويبيك جامولدينيفيش جباروف | 2002-06-16     | 2009-09-27         | نقل إلى أيرلندا في 27 سبتمبر 2009. |
| 454          | محمد صادق آدم              | 2002-02-07     | 2004-03-14         | نقل من غوانتانامو في 14 مارس 2004. |
| 455          | علي شير حميد الله          | 2002-06-18     | 23-12-2005         | كان مقيم في أفغانستان مع أسرته. |
| 672          | ذاكر جان أسام              | 2002-06-08     | 2006-11-17         | عضو في الحركة الإسلامية في أوزباكستان. تم اعتباره عدو مقاتل. وبعد اعتقاله بعامين تم إلغاء تصينفه كعدو مقاتل. وتم نقله لمعسكر اللاجئين في ألبانيا. بعض التقارير تقول أنه روسي |
| 675          | كمال الدين قاسمبيكوف       | 2002-06-14     | 2010-07-22         | يقال أنه تدرب في أحد المعسكرات في أفغانستان. |